# Głębokie (Szczecin)
Głębokie (do 1945 niem. Glambeck) – willowa część miasta Szczecina na osiedlu Głębokie-Pilchowo, położone w dolinie u podnóża Wzgórz Warszewskich na terenie Puszczy Wkrzańskiej (Parki Leśne Głębokie i Arkoński) przy jeziorze noszącym taką samą nazwę.

## Historia
Dawniej była to osobna wieś. 
- 1266 – najstarsza wzmianka (połowa wsi przeszła na własność szczecińskiego kościoła Mariackiego);
- 1418 – książęta szczecińscy Otton II i Kazimierz V wyrazili zgodę na odprowadzenie do jeziora wody z potoku Osówka służącej do poruszania młynów w Dolinie Siedmiu Młynów;
- 1590 – wieś została własnością rodziny Raminów;
- lata 20. XX wieku – zbudowano kąpielisko nad Jeziorem Głębokim;
- 1939 – wieś przyłączono do Szczecina (Wielkie Miasto Szczecin).

W dzielnicy Głębokie po wojnie mieszkali znani w Polsce literaci i pisarze: Jerzy Andrzejewski (w latach 1949–1952) w wilii przy ul. Pogodnej 34, Witold Wirpsza (w latach 1947–1956) i Maria Kurecka (w latach 1947–1956) w domu przy ul. Pogodnej 24, Edmund Osmańczyk (w latach 1948–1952) w domu przy ul. Jaworowej 34, Wiktor Woroszylski, Maria Boniecka w domu przy ul. Majowej 42 oraz Nina Rydzewska.

## Infrastruktura
Osiedle podlega ograniczeniom w zagospodarowaniu przestrzennym ze względu na wartości przyrodnicze, m.in. ochronie podlegają zasoby wód podziemnych i powierzchniowych.
Znajdują się tu restauracje, węzeł komunikacji miejskiej i podmiejskiej (linie tramwajowe nr  1 i  9 oraz autobusowe nr 103 i 106 do Polic) oraz węzeł szlaków pieszych i rowerowych po Parku Leśnym Arkońskim i Puszczy Wkrzańskiej (zob. Szlak Puszczy Wkrzańskiej,  Szlak „Puszcza Wkrzańska” i in.). Wokół Jeziora Głębokiego wytyczony jest szlak rowerowo-turystyczny, którego długość wynosi około 5,5 km.
Lasy komunalne leśnictwa Głębokie obejmują swoim zasięgiem teren o powierzchni 1 736,83 ha, w skład którego wchodzą obwody leśne: Arkoński, Głęboki i Kupały.
Przez osiedle przebiega również droga wojewódzka nr 115.

## Zdjęcia

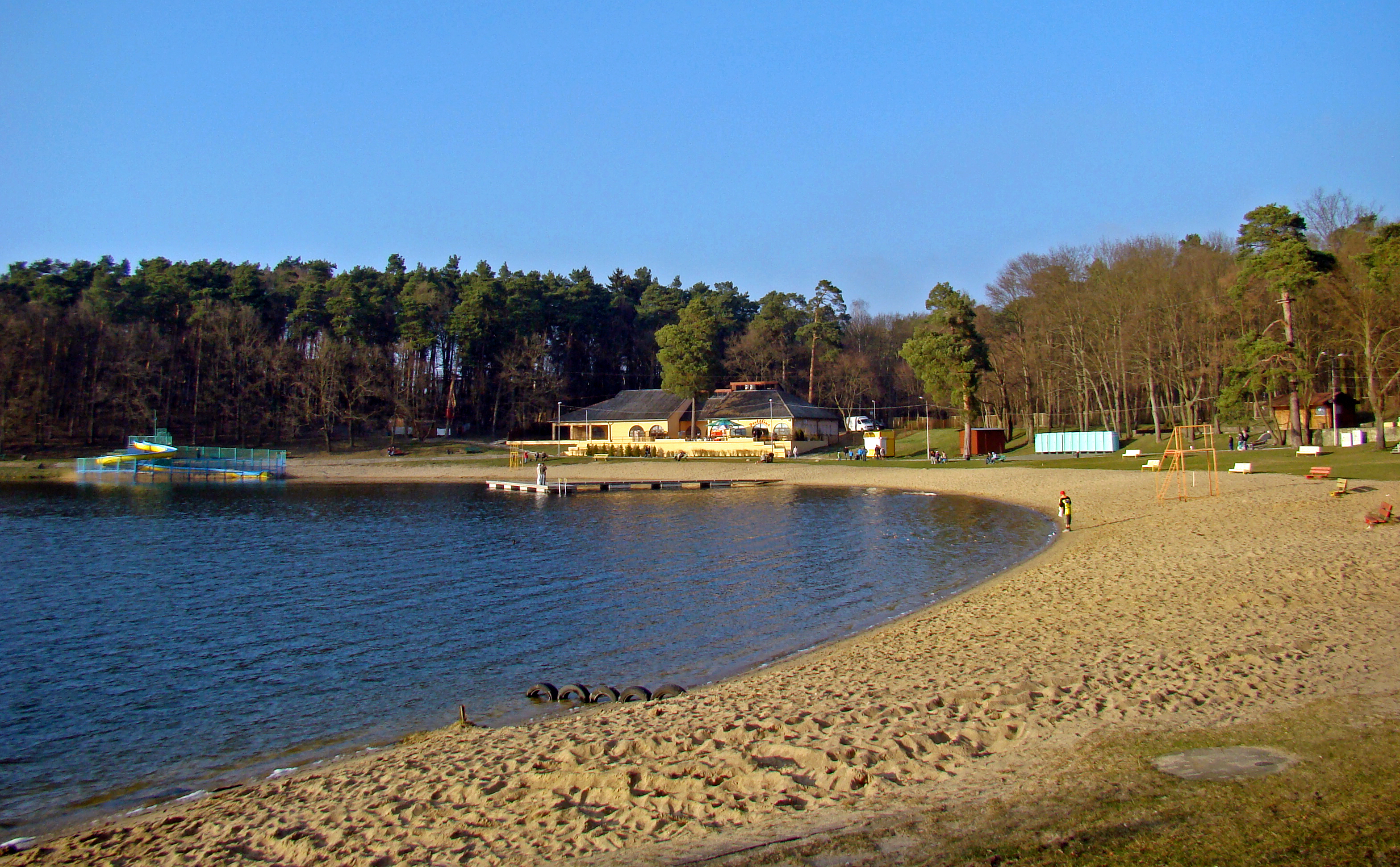
Plaża/Kąpielisko na terenie KM „Głębokie” nad Jeziorem Głębokim
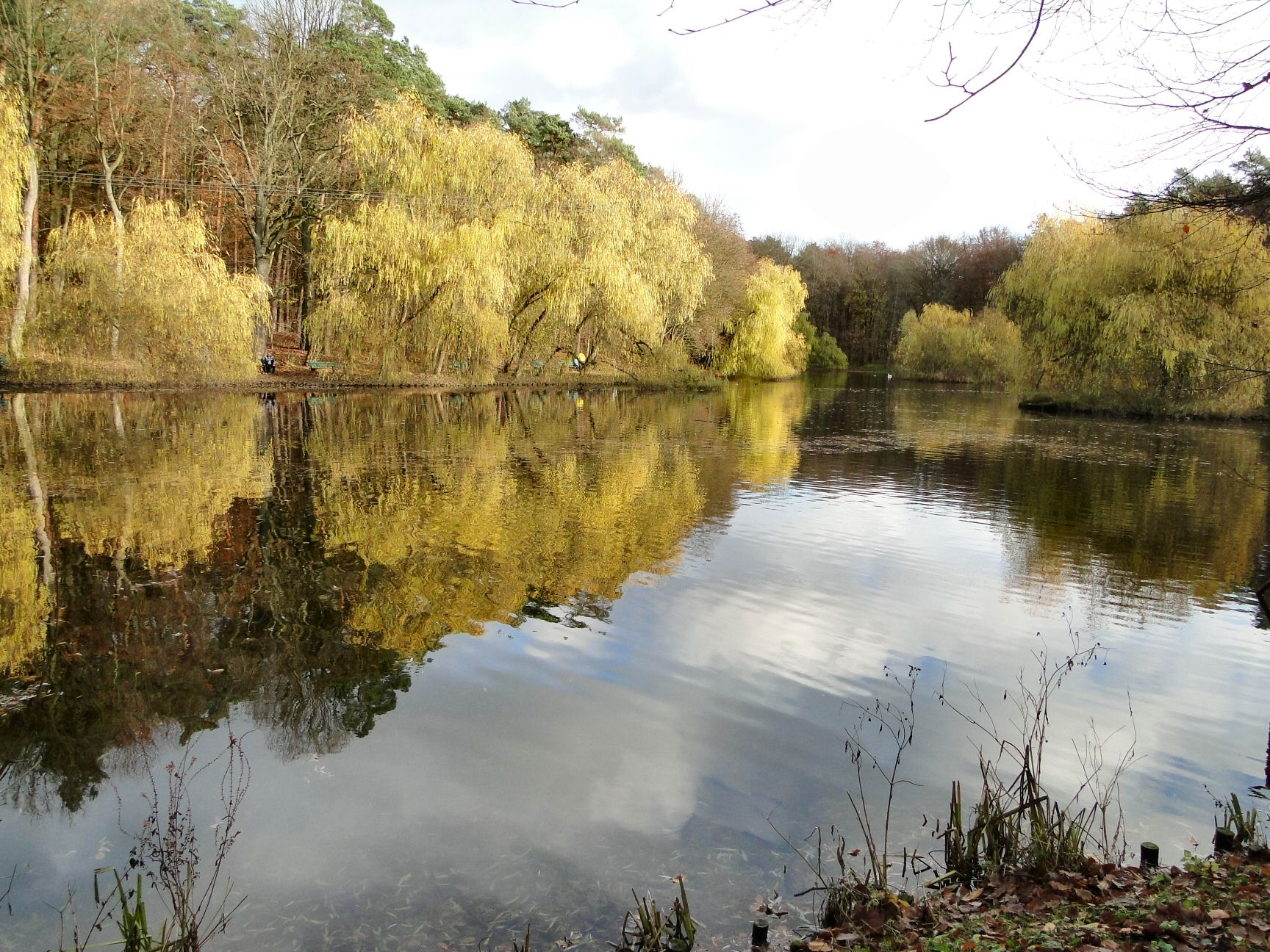
Staw Wędkarski na Głębokim
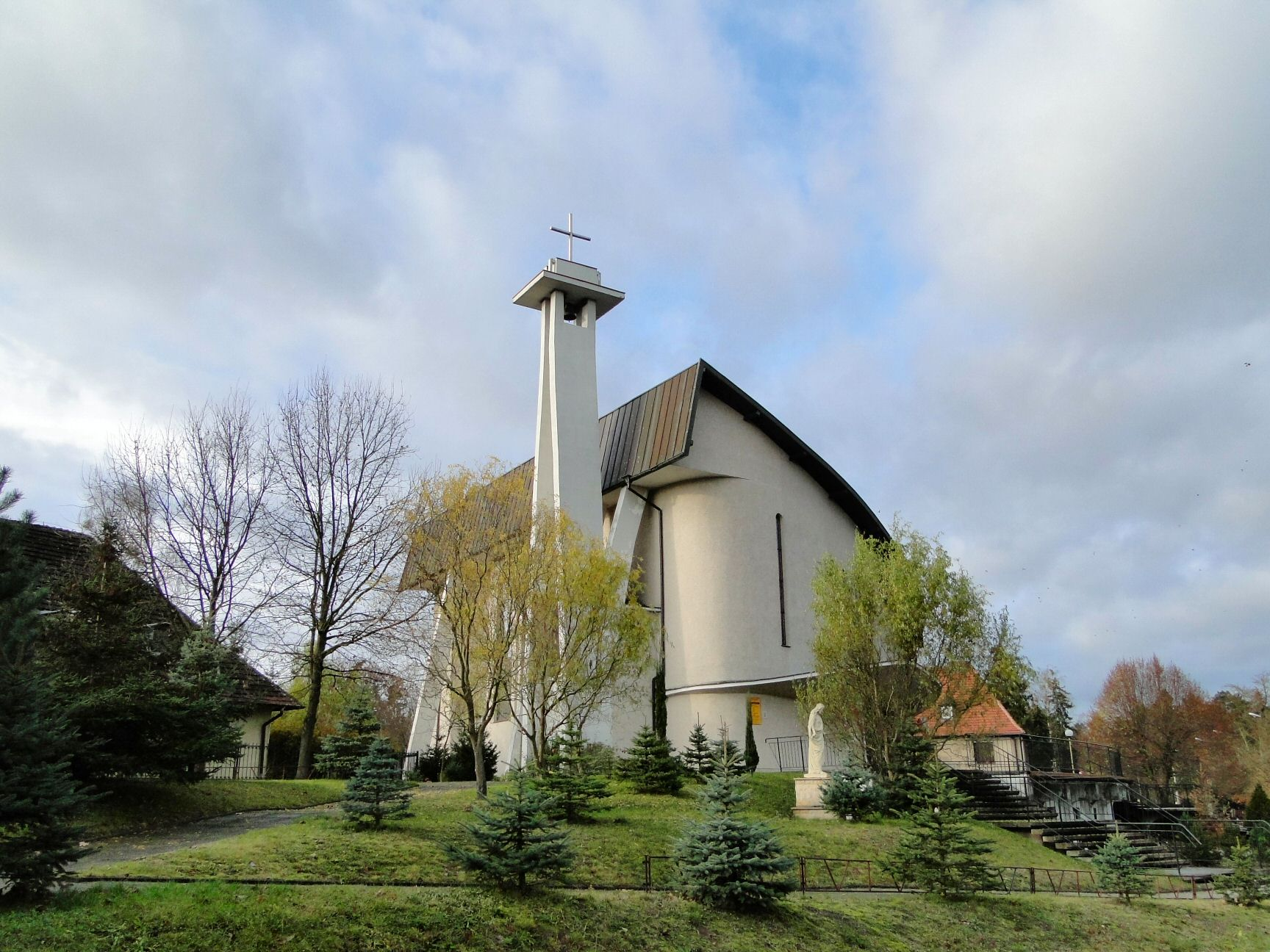
Kościół św. Brata Alberta
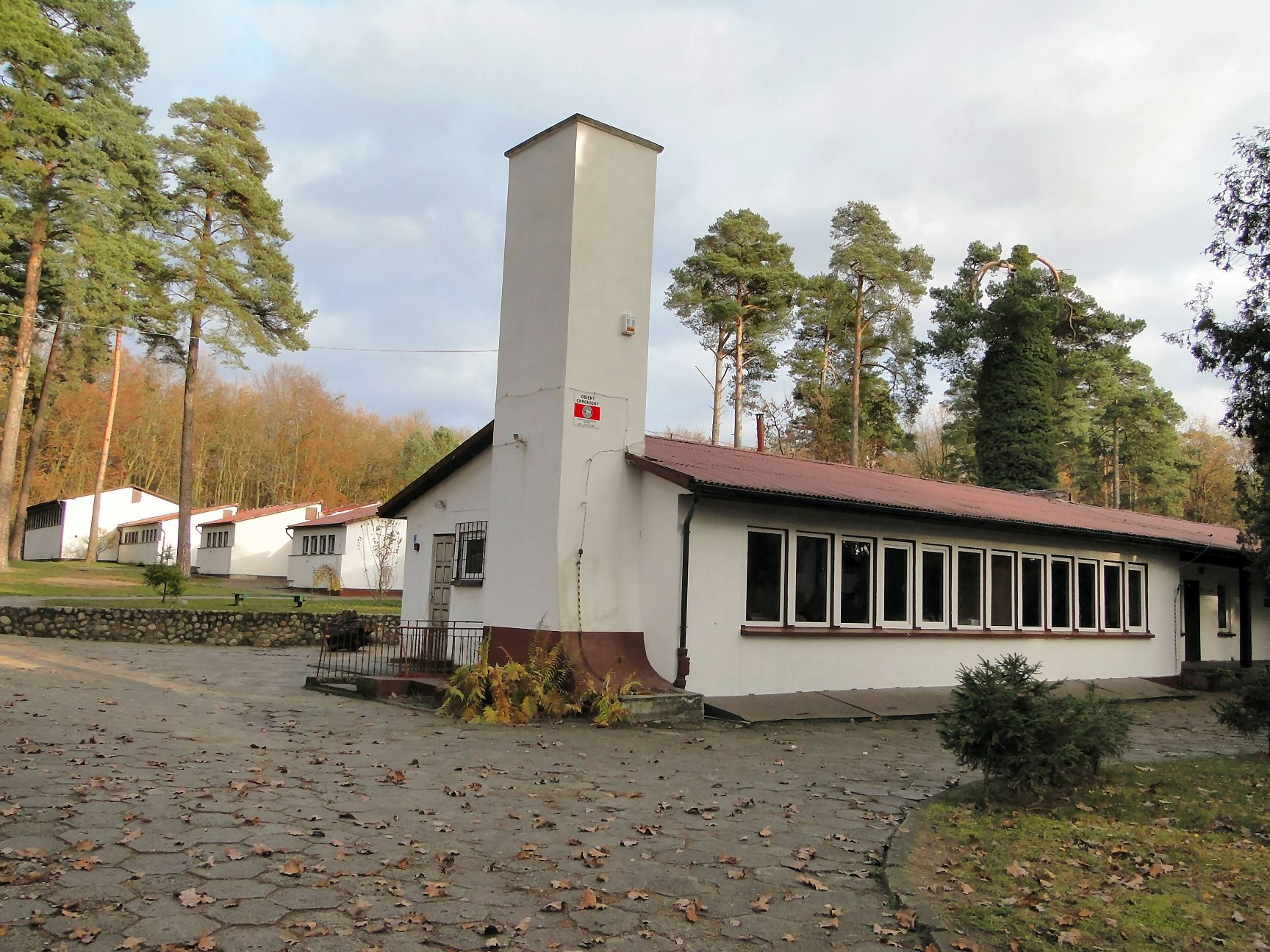
Szkoła podstawowa przy ul. Jaworowej
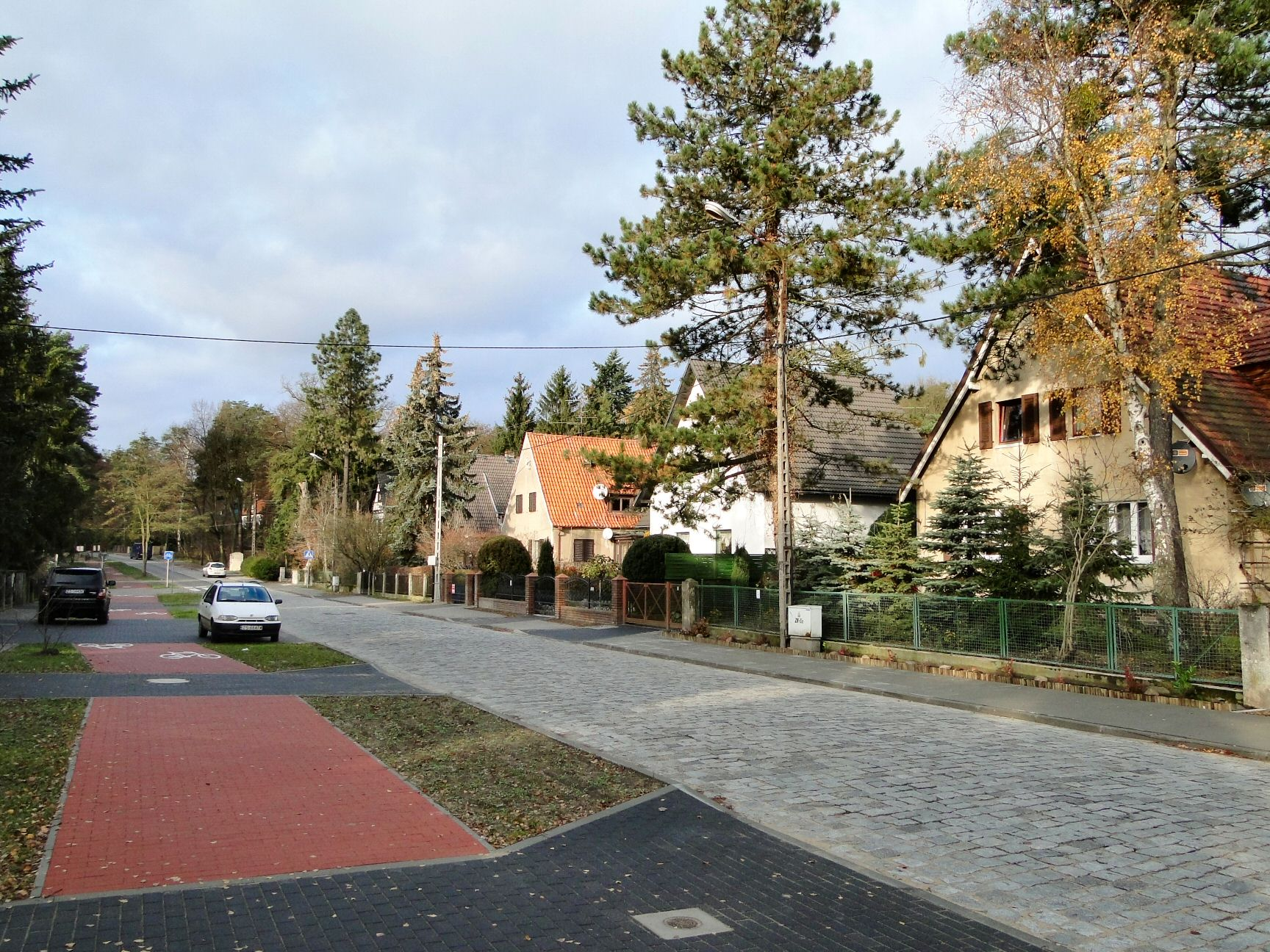
Ulica Jaworowa
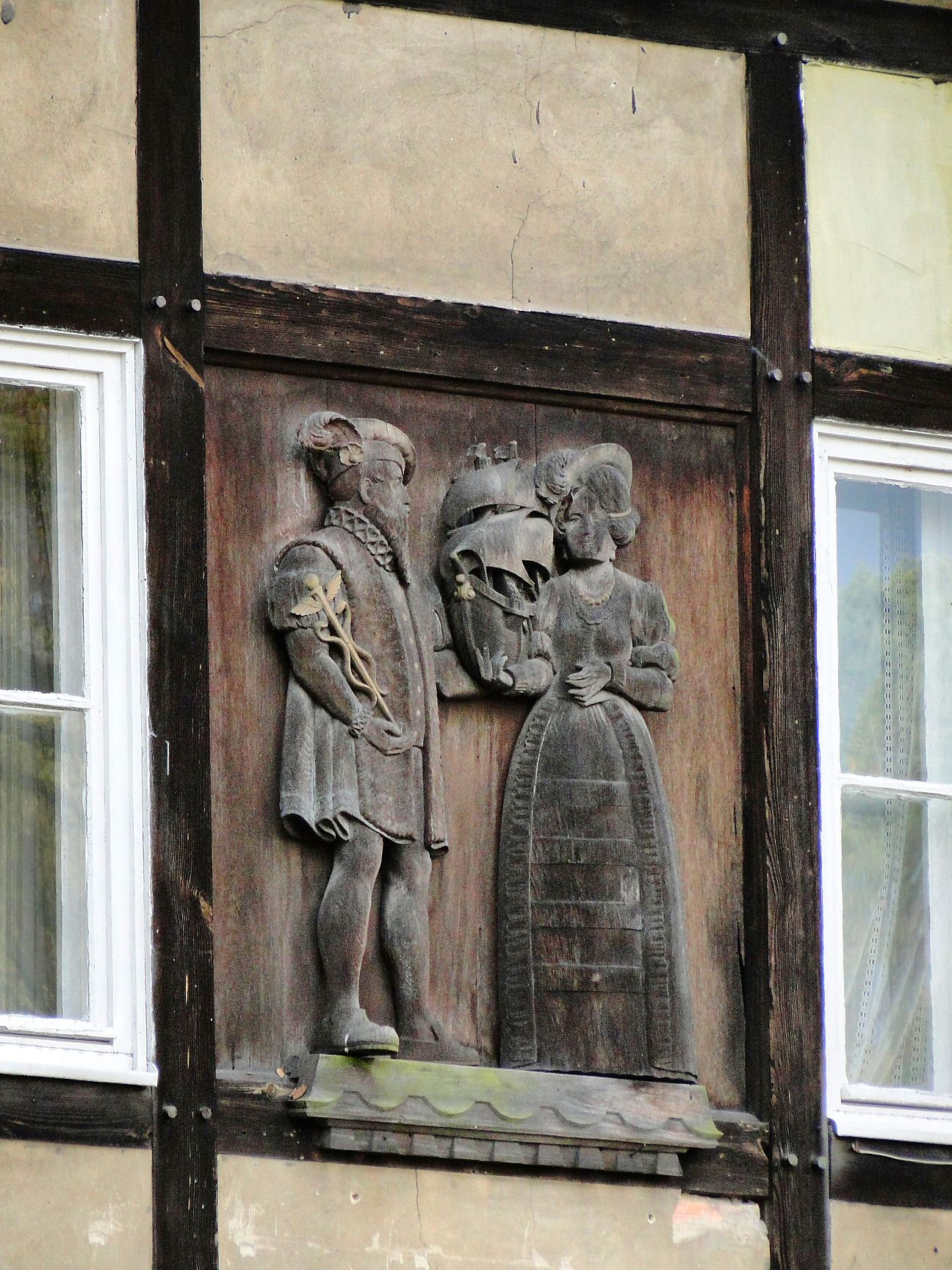
Płaskorzeźba na jednym z domów
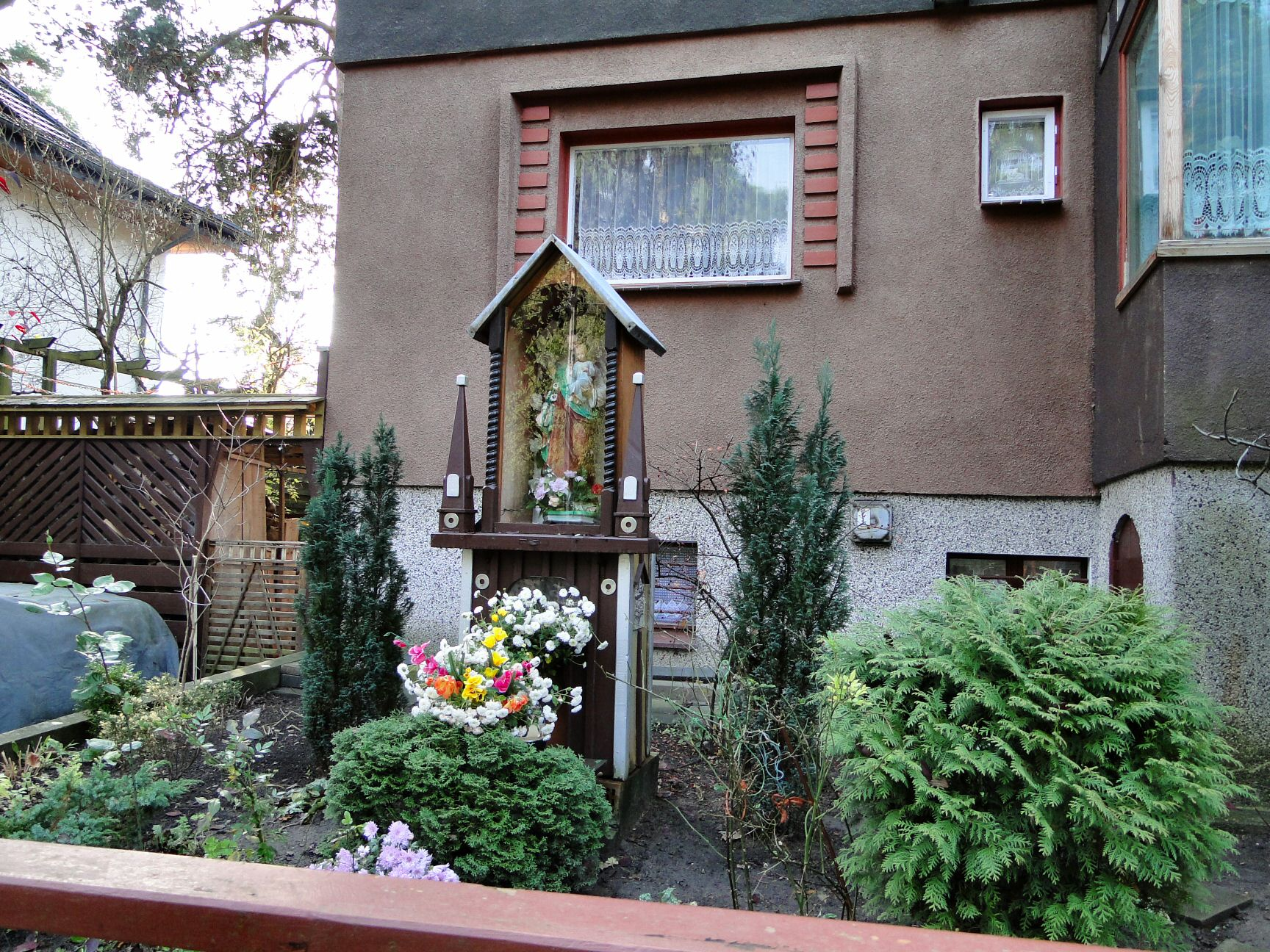
Przydomowa kapliczka
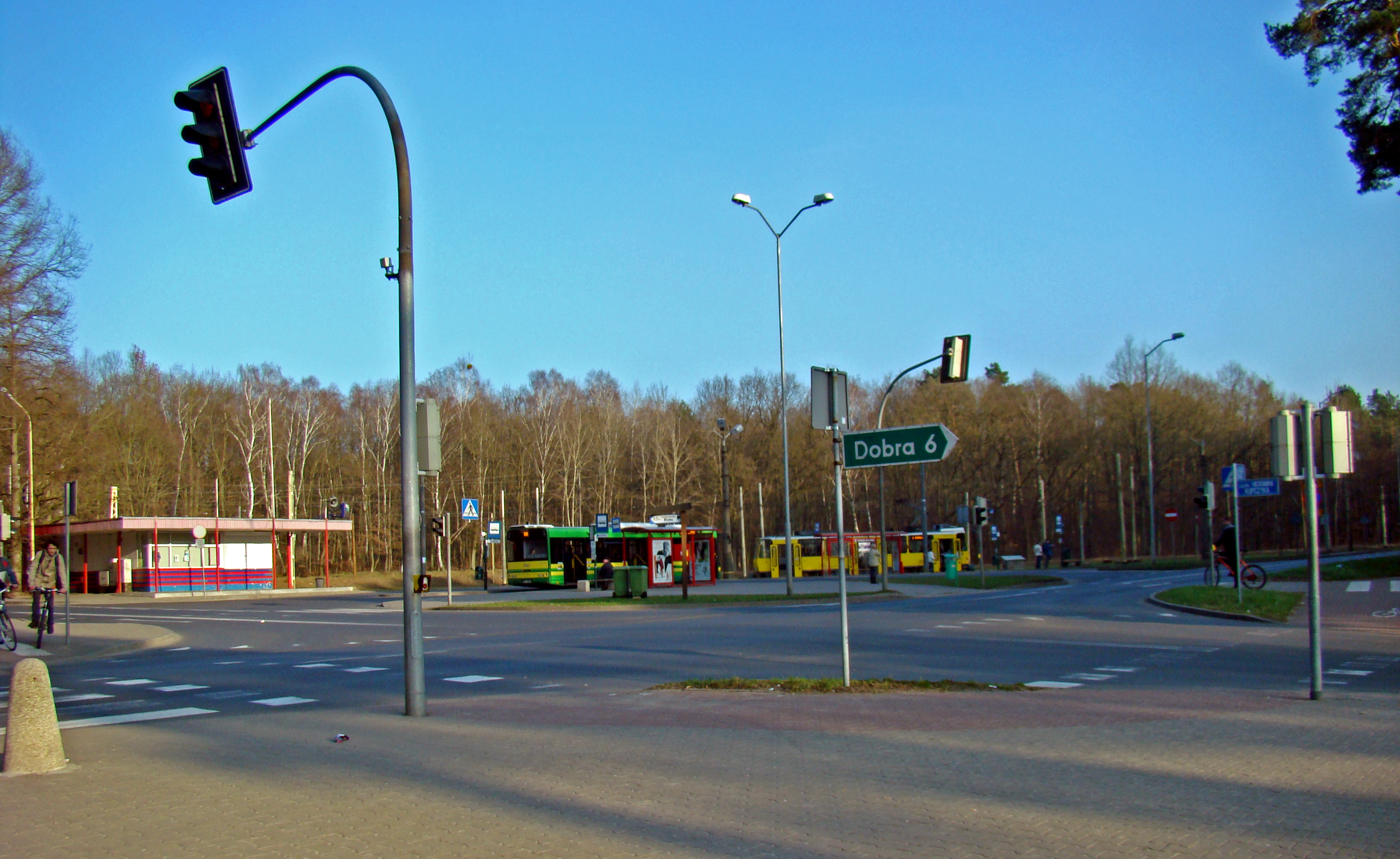
Węzeł Głębokie (przed modernizacją w 2021)